# Journal of Physics A
Journal of Physics A: Mathematical and Theoretical è una rivista scientifica pubblicata dall'Institute of Physics (IOP) nel Regno Unito. Esso tratta di fisica teorica concentrandosi sulla matematica e sulle sofisticate tecniche informatiche necessarie per lo sviluppo delle nuove teorie. La rivista è suddivisa in sei sezioni che coprono: fisica statistica, caotica e sistemi complessi, fisica matematica, meccanica quantistica, classica e teoria quantistica dei campi; fluidi e teoria dei plasmi.
Il redattore capo è Carl M. Bender della Washington University, St. Louis, USA.
Il giornale ha avuto un Fattore di impatto di 1,577 per il 2006 in base al Journal Citation Reports. È indicizzato in INSPEC, Chemical Abstracts, ISI, Mathematical Reviews,Current Mathematical Publications, MathSciNet, INIST, Zentralblatt MATH.
Si tratta di una rivista ad abbonamento, ma tutti i documenti sono liberamente accessibili per i primi 30 giorni dopo la pubblicazione sul sito web della rivista Archiviato il 7 settembre 2008 in Internet Archive..